# Felipe Mattioni
Felipe Mattioni Rohde (ur. 15 października 1988 w Ijuí) – brazylijski piłkarz występujący na pozycji obrońcy. Wychowanek Grêmio, w swojej karierze grał także w takich zespołach jak Maga, A.C. Milan, RCD Mallorca, RCD Espanyol oraz Everton. Posiada również obywatelstwo włoskie.